# Vieux (Calvados)
Vieux és un municipi francès situat al departament de Calvados i a la regió de Normandia. L'any 2007 tenia 578 habitants.

## Demografia

### Població
El 2007 la població de fet de Vieux era de 578 persones. Hi havia 224 famílies de les quals 44 eren unipersonals (12 homes vivint sols i 32 dones vivint soles), 72 parelles sense fills, 100 parelles amb fills i 8 famílies monoparentals amb fills.
La població ha evolucionat segons el següent gràfic:
Habitants censats

### Habitatges
El 2007 hi havia 234 habitatges, 221 eren l'habitatge principal de la família, 6 eren segones residències i 7 estaven desocupats. 221 eren cases i 13 eren apartaments. Dels 221 habitatges principals, 177 estaven ocupats pels seus propietaris, 39 estaven llogats i ocupats pels llogaters i 5 estaven cedits a títol gratuït; 1 tenia una cambra, 8 en tenien dues, 35 en tenien tres, 43 en tenien quatre i 134 en tenien cinc o més. 181 habitatges disposaven pel capbaix d'una plaça de pàrquing. A 72 habitatges hi havia un automòbil i a 139 n'hi havia dos o més.

### Piràmide de població
La piràmide de població per edats i sexe el 2009 era:
| Homes | Edats   | Dones |
| ----- | ------- | ----- |
| 0     | 95 o +  | 0     |
| 0     | 90 a 94 | 0     |
| 0     | 85 a 89 | 4     |
| 0     | 80 a 84 | 4     |
| 8     | 75 a 79 | 16    |
| 8     | 70 a 74 | 0     |
| 8     | 65 a 69 | 8     |
| 24    | 60 a 64 | 20    |
| 12    | 55 a 59 | 12    |
| 20    | 50 a 54 | 8     |
| 28    | 45 a 49 | 12    |
| 32    | 40 a 44 | 36    |
| 20    | 35 a 39 | 24    |
| 12    | 30 a 34 | 28    |
| 12    | 25 a 29 | 12    |
| 36    | 20 a 24 | 20    |
| 20    | 15 a 19 | 16    |
| 36    | 10 a 14 | 36    |
| 24    | 5 a 9   | 20    |
| 16    | 0 a 4   | 8     |

## Economia
El 2007 la població en edat de treballar era de 401 persones, 314 eren actives i 87 eren inactives. De les 314 persones actives 297 estaven ocupades (149 homes i 148 dones) i 17 estaven aturades (9 homes i 8 dones). De les 87 persones inactives 35 estaven jubilades, 41 estaven estudiant i 11 estaven classificades com a «altres inactius».

### Ingressos
El 2009 a Vieux hi havia 229 unitats fiscals que integraven 606,5 persones, la mediana anual d'ingressos fiscals per persona era de 21.859 €.

### Activitats econòmiques
Dels 19 establiments que hi havia el 2007, 1 era d'una empresa extractiva, 1 d'una empresa de fabricació d'altres productes industrials, 4 d'empreses de construcció, 5 d'empreses de comerç i reparació d'automòbils, 2 d'empreses de transport, 1 d'una empresa d'hostatgeria i restauració, 1 d'una empresa financera, 3 d'empreses de serveis i 1 d'una entitat de l'administració pública.
Dels 6 establiments de servei als particulars que hi havia el 2009, 1 era un taller de reparació d'automòbils i de material agrícola, 1 guixaire pintor, 1 fusteria, 2 lampisteries i 1 restaurant.
L'únic establiment comercial que hi havia el 2009 era una botiga de menys de 120 m².
L'any 2000 a Vieux hi havia 10 explotacions agrícoles que ocupaven un total de 396 hectàrees.

## Poblacions més properes
El següent diagrama mostra les poblacions més properes.